# John Riley Tanner

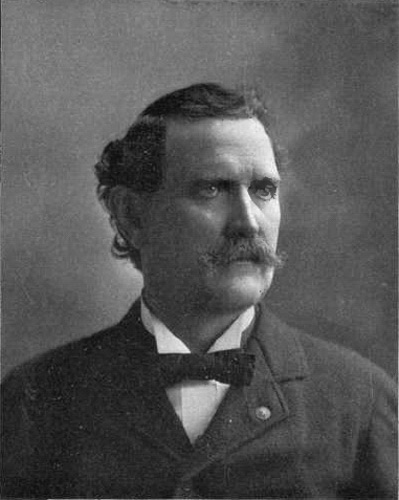
John R. Tanner

John Riley Tanner, född 4 april 1844 i Warrick County, Indiana, död 23 maj 1901 i Springfield, Illinois, var en amerikansk republikansk politiker. Han var guvernör i delstaten Illinois 1897–1901.

## Familjebakgrund och krigstjänst
Tanner var av engelsk härkomst, ättling till engelsmän som hade anlänt till Virginia i slutet av 1600-talet. Hans farfarsfar John Tanner dog i amerikanska revolutionen och farfadern John Tanner dog i 1812 års krig.
Tanner tjänstgjorde i amerikanska inbördeskriget i general William Tecumseh Shermans armé. Hans far dog på Amerikas konfedererade staters fångläger under samma krig.  Också två av Tanners bröder dog i inbördeskriget; en av dem stupade vid Nashville och en annan avled på ett sjukhus i Pine Bluff.

## Politisk karriär och äktenskap med Cora English
Tanner var sheriff i Clay County 1870–1872. Han var ledamot av delstatens senat i Illinois 1880–1883.
Tanner firade ett stort bröllop några dagar innan han tillträdde som guvernör. Hustrun Cora English Tanner var en känd sällskapsdam och intresserad av sociala reformer. Hon skrev protestbrev till olika tidningar i Sydstaterna, eftersom de inte fördömde lynchningarna.
Under Tanners tid som guvernör urartade kolstrejker till våldsamma upplopp i flera städer. 10 000 trupper skickades från Illinois till spansk-amerikanska kriget. Tack vare Tanners budgetpolitik blev delstaten av med sin skuldbörda.
Hans grav finns på Oak Ridge Cemetery i Springfield, Illinois.